# دهستان رودبار (تفرش)
دهستان رودبار یکی از دهستان‌های استان مرکزی است که در بخش مرکزی شهرستان تفرش واقع شده‌است.
1. ↑  «نتایج سرشماری ایران در سال ۱۳۸۵». درگاه ملی آمار. بایگانی‌شده از روی نسخه اصلی در ۲۱ آبان ۱۳۹۲.